# Lago Suchitlán
El Lago Suchitlán es un lago artificial de El Salvador, Centroamérica, tiene una longitud de 45 km y un ancho de 10 km, se encuentra localizado entre los departamentos de Chalatenango, Cuscatlán y Cabañas. 

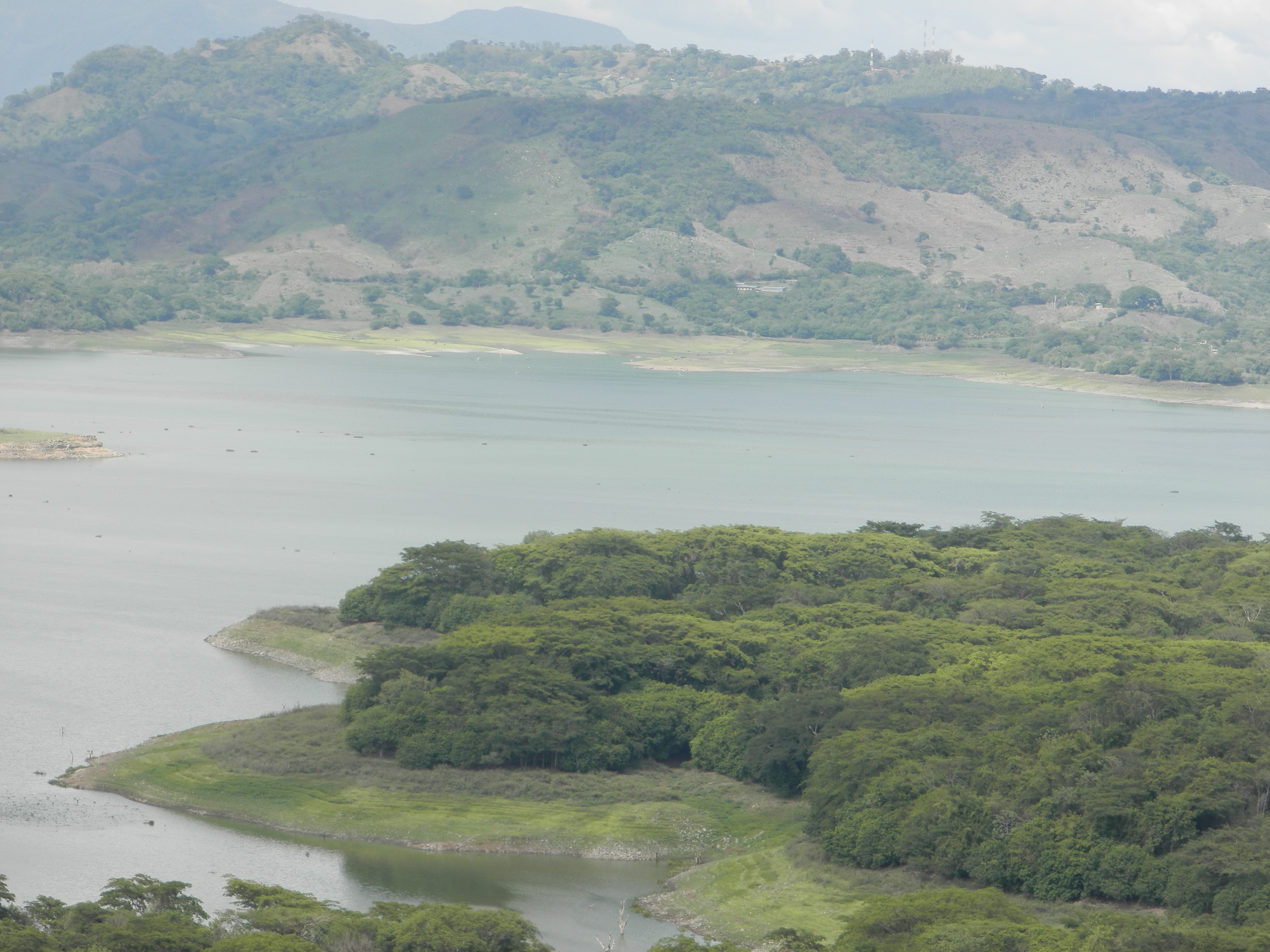
vista desde las montañas

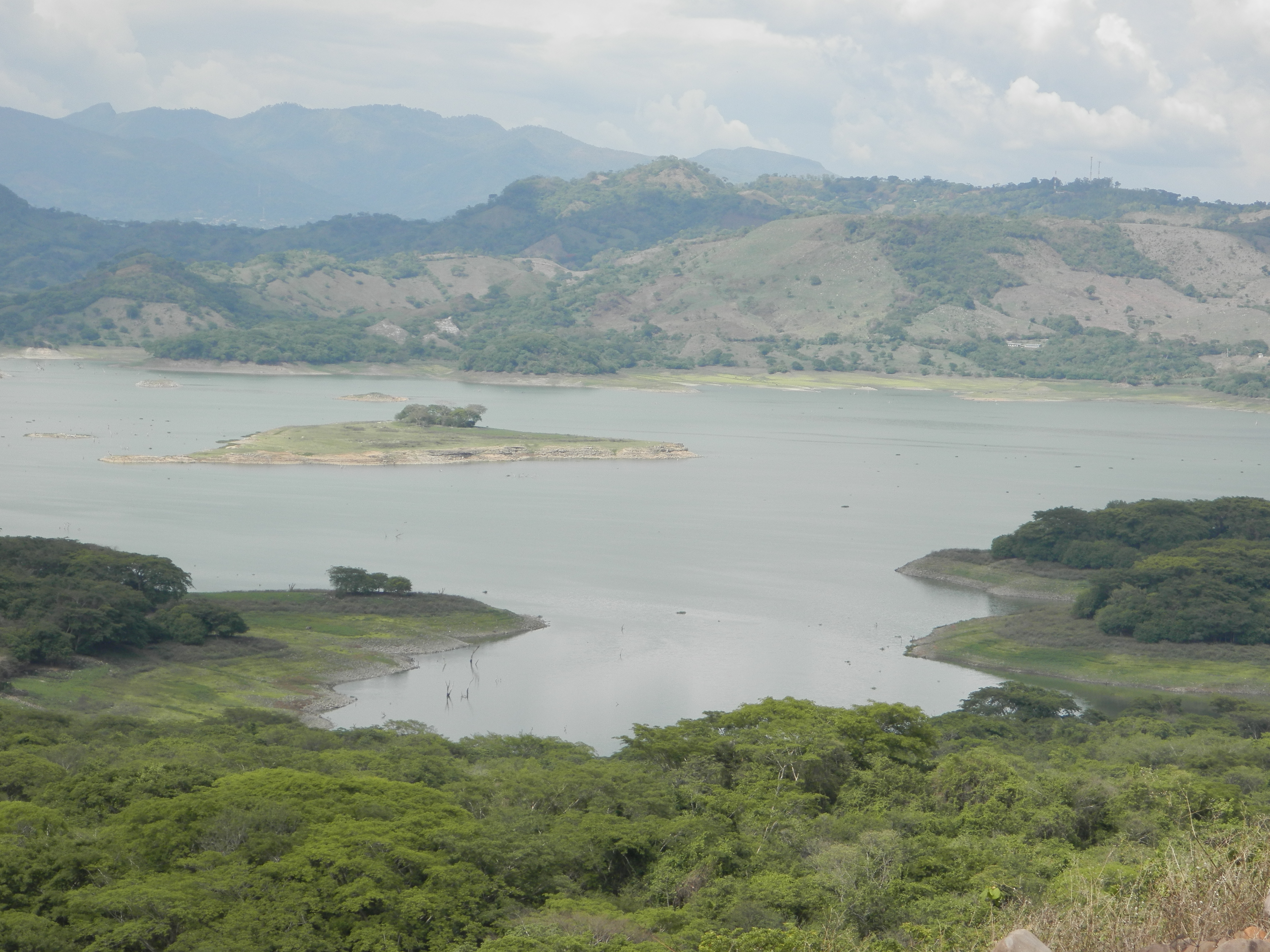
Vista al lago suchitlan

## Historia
El Lago Suchitlán, nombre propiciado por Alejandro Coto el cual unió la palabra -Suchi- de Suchitoto y -tlán- de Custatlán, es el lago más grande de El Salvador. Se formó entre los años de 1973 y 1976 con la construcción de la Central hidroeléctrica Cerrón Grande; la cual debe su nombre a la hacienda que estuvo ubicada a orillas del mismo, sobre el cauce del Río Lempa.
Su nombre en Nahuatl significa “Lugar de flores”. Aunque es un lago artificial, en su cauce se produce la mayoría de energía eléctrica del país. Posee una extensión de 135 km² y con una altitud entre los 182 y 234 metros sobre el nivel del mar que varía según la época del año.
Con la construcción del embalse se formó el lago artificial se estima que fueron inundadas más de 15,000 hectáreas de tierra lo cual es ahora el cuerpo de agua más grande de El Salvador.
Gracias a su importancia natural, esta reserva artificial fue declarada como un sitio RAMSAR de El Salvador el 22 de noviembre de 2005. En este se han registrado alrededor de 144 especies arbóreas y algunas especies de plantas acuáticas sumergidas o flotantes que crecen en las orillas. También es el hábitat de 12 especies de peces, 23 especies de mamíferos, 48 especies de reptiles y 18 especies de anfibios. 

## Enlaces externos

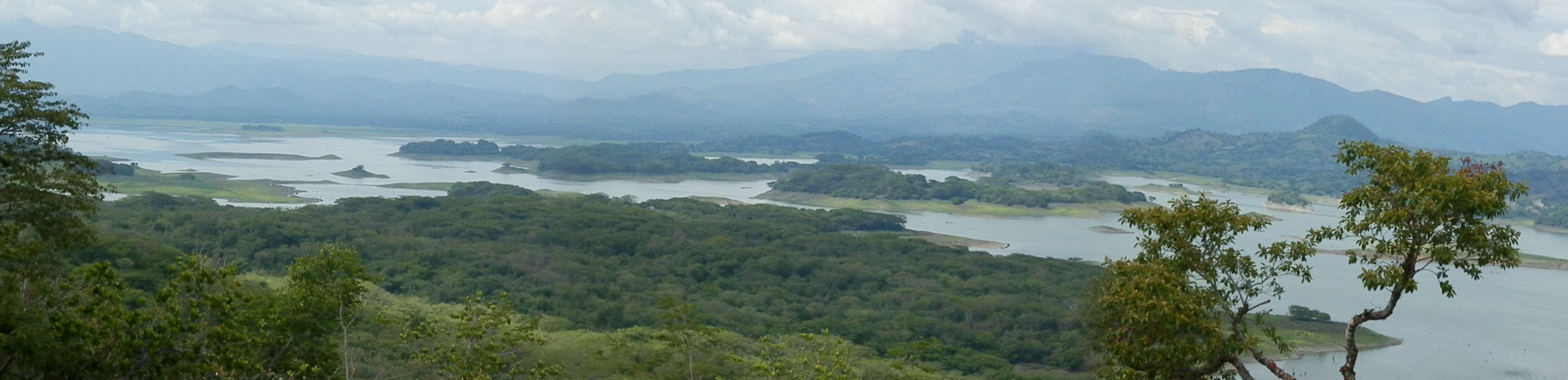
Vista panorámica del lago y algunas islas

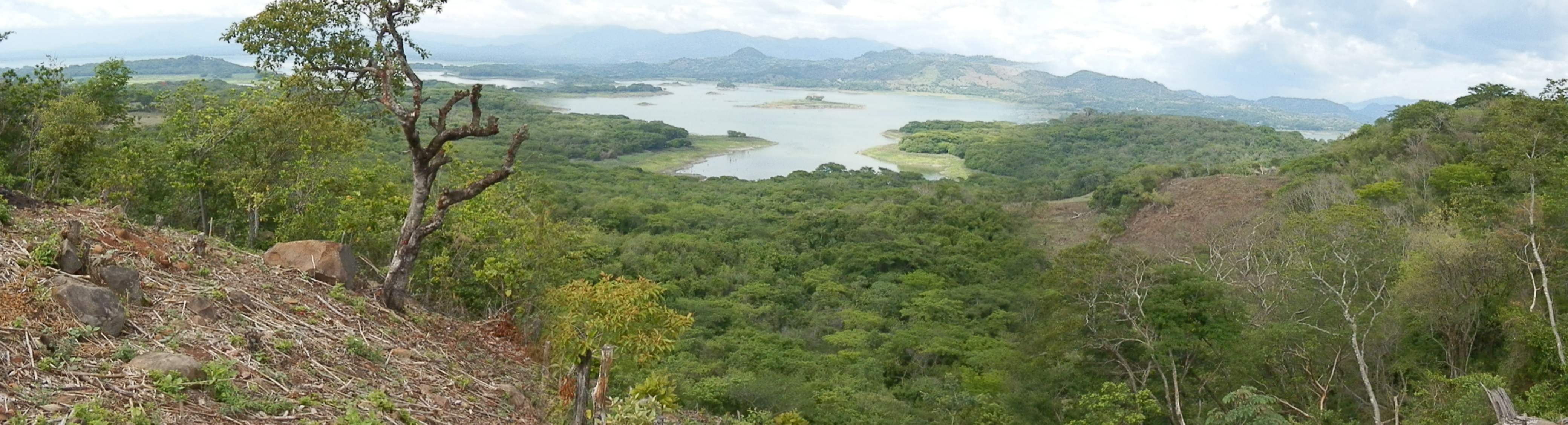
Vista panorámica Lago Suchitlán y sus montañas

## Ubicación
Tiene varios accesos puede acceder desde la Hacienda Colima, Hacienda Santa Bárbara municipio de El Paraíso, desde el Pueblo San Francisco Lempa, desde San Luis del Carmen todos ellos en el Departamento de Chalatenango o puede hacerlo desde la Ciudad de Suchitoto. El Lago Suchitlán se encuentra a unos 78 kilómetros de San Salvador, la capital de El Salvador, se formó tras la creación de la Central hidroeléctrica Cerrón Grande, en el cauce del Río Lempa,la parte final del embalse ubicada específicamente entre los municipios de Potonico, (Chalatenango) y Jutiapa (Cabañas), ahí se encuentra la presa de 90 metros de altura, con una longitud de 800 metros con un vertedero de concreto de 4 compuertas y una casa de máquinas superficial y es donde se produce la energía eléctrica mediante las descargas de agua.

## Economía
Los pobladores de las comunidades alrededor del Lago, se dedican a los servicios de hoteles, restaurantes, transporte en lanchas, también al cultivo de frutas, legumbres y granos básicos. Muchos pescadores viven de las divisas que proporciona la venta del exquisito pescado fresco o frito que pescan a diario. El lago también se aprovecha para la cría de peces de exportación.

## Galería
Imágenes del Lago

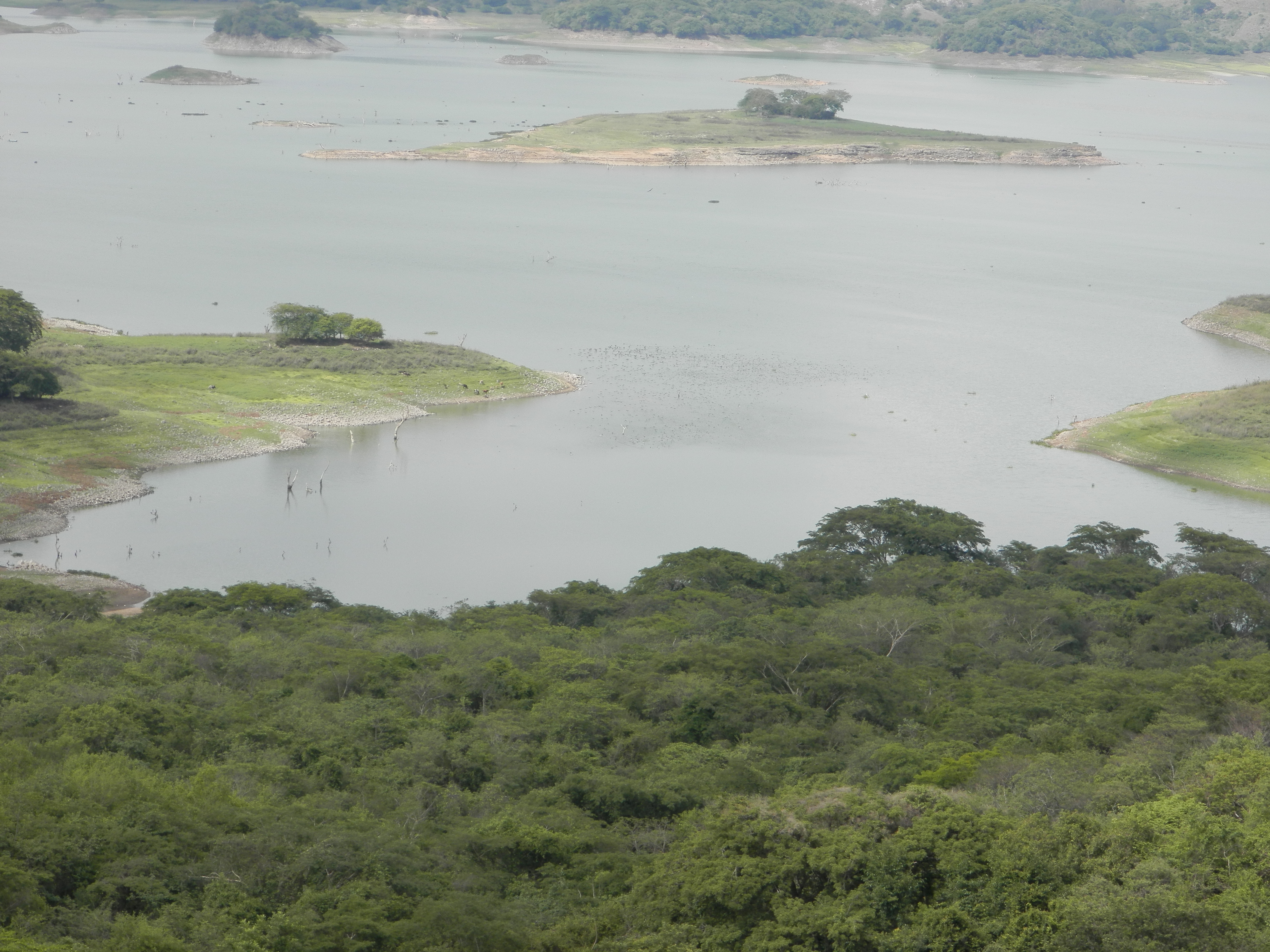
una pequeña isla
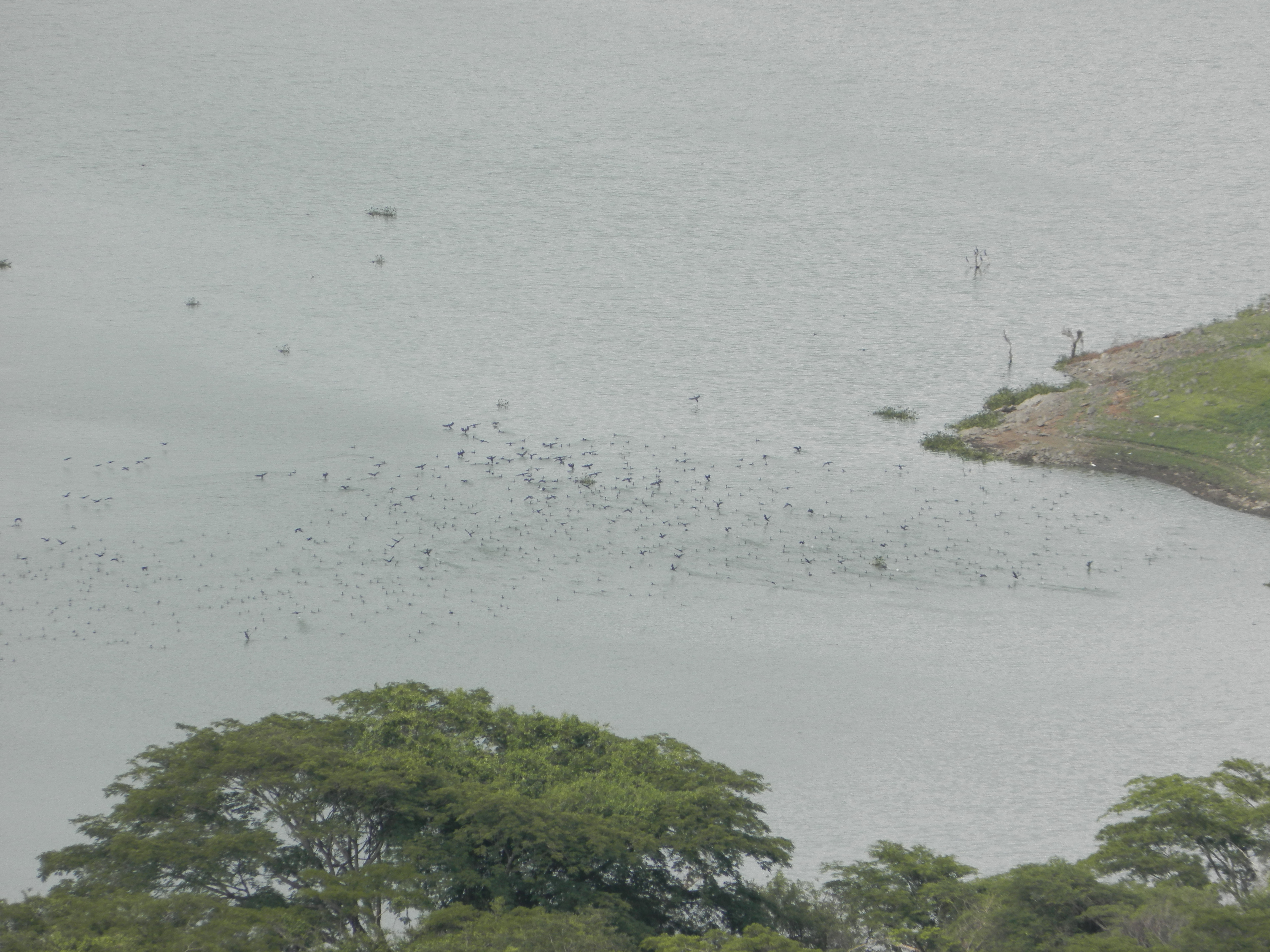
Aves migratoria en el lago

- Datos: Q30665778
- Multimedia: Suchitlán Lake / Q30665778